# Гергард Вернер
Гергард Вернер (нім. Gerhard Werner; 21 травня 1916, Баден-Баден, Німецька імперія — 8 вересня 1944, Банат, Румунське королівство) — німецький офіцер, оберстлейтенант вермахту (1945, посмертно). Кавалер Лицарського хреста Залізного хреста з дубовим листям.

## Біографія
15 жовтня 1936 року вступи в 99-й гірський полк. 26 серпня 1939 року переведений в 499-й піхотний полк, в 1940 році — ад'ютант батальйону. Учасник Французької кампанії. З червня 1941 року брав участь в Німецько-радянській війні, командир роти свого полку. В серпні 1941 року важко поранений. Після одужання 16 грудня 1941 року призначений командир 5-ї роти винищувальної командир 281-ї дивізії охорони, яка діяла в тилу групи армій «Північ» і спеціалізвалась на боротьбі з партизанами. В 1942 році знову важко поранений. З 16 червня 1942 року — командир 3-ї роти 1-го високогірного батальйону, з 23 жовтня 1942 року — 2-го батальйону  98-го гірського полку. З кінця 1942 року — ордонанс-офіцер в штабі 1-ї гірської дивізії. З липня 1943 року — командир 1-го, потім — 2-го батальйону 99-го гірського полку. З 1 листопада 1943 року — командир 1-го батальйону 734-го єгерського полку, дислокованого в Югославії. Загинув у бою з партизанами Йосипа Броза Тіто.

## Нагороди
- Залізний хрест
  - 2-го класу (2 вересня 1940)
  - 1-го класу (1 лютого 1942)
- Нагрудний знак «За поранення» в золоті (10 листопада 1941)
- Штурмовий піхотний знак в сріблі (1941)
- Медаль «За зимову кампанію на Сході 1941/42»
- Холмський щит
- Лицарський хрест Залізного хреста з дубовим листям
  - лицарський хрест (12 грудня 1942)
  - дубове листя (№793; 23 березня 1945, посмертно)
- Німецький хрест в золоті (13 липня 1943)